# Etheostoma aquali
Etheostoma aquali е вид лъчеперка от семейство Percidae. Видът е световно застрашен, със статут Уязвим.